# Kylähullut
Kylähullut é uma banda Finlandesa de punk rock, a banda consiste dos musicos Alexi Laiho (Children of Bodom), Tonmi Lillman (ex-To/Die/For), e Vesku Jokinen (Klamydia). O nome da banda significa "Os Idiotas da Vila" em Finlandês.
A banda foi formada por Alexi Laiho como um projeto secundário, em 2004. A banda foi criada meramente para o entretenimento dos músicos, e tem uma abordagem descontraida em suas músicas.

## Formação atual
- Alexi Laiho - guitarra, vocais
- Vesa 'Vesku' Jokinen - vocais
- Tonmi Lillman - bateria, baixo

## Discografia

### Albums
- Turpa Täynnä (2005)
- Peräaukko Sivistyksessä (2007)

### EPs
- Keisarinleikkaus (2004)
- Lisää Persettä Rättipäille (2007)

## Videos
- Kääpiöt - Turpa Täynnä
- Kieli Hanurissa - Peräaukko Sivistyksessä